# Eucodonia
Eucodonia är ett släkte i familjen gloxiniaväxter som har två arter, E. andrieuxii och E. verticillata. Släktet kommer ursprungligen från Mexiko, men båda arterna och hybrider mellan dessa odlas även som krukväxter i Sverige.
Precis som närliggande släkten producerar arterna fjälliga jordstammar, så kallade rhizomer. Med denna strategi överlever växterna torrperioden.